# Christus-Kirche (Berlin-Kreuzberg)

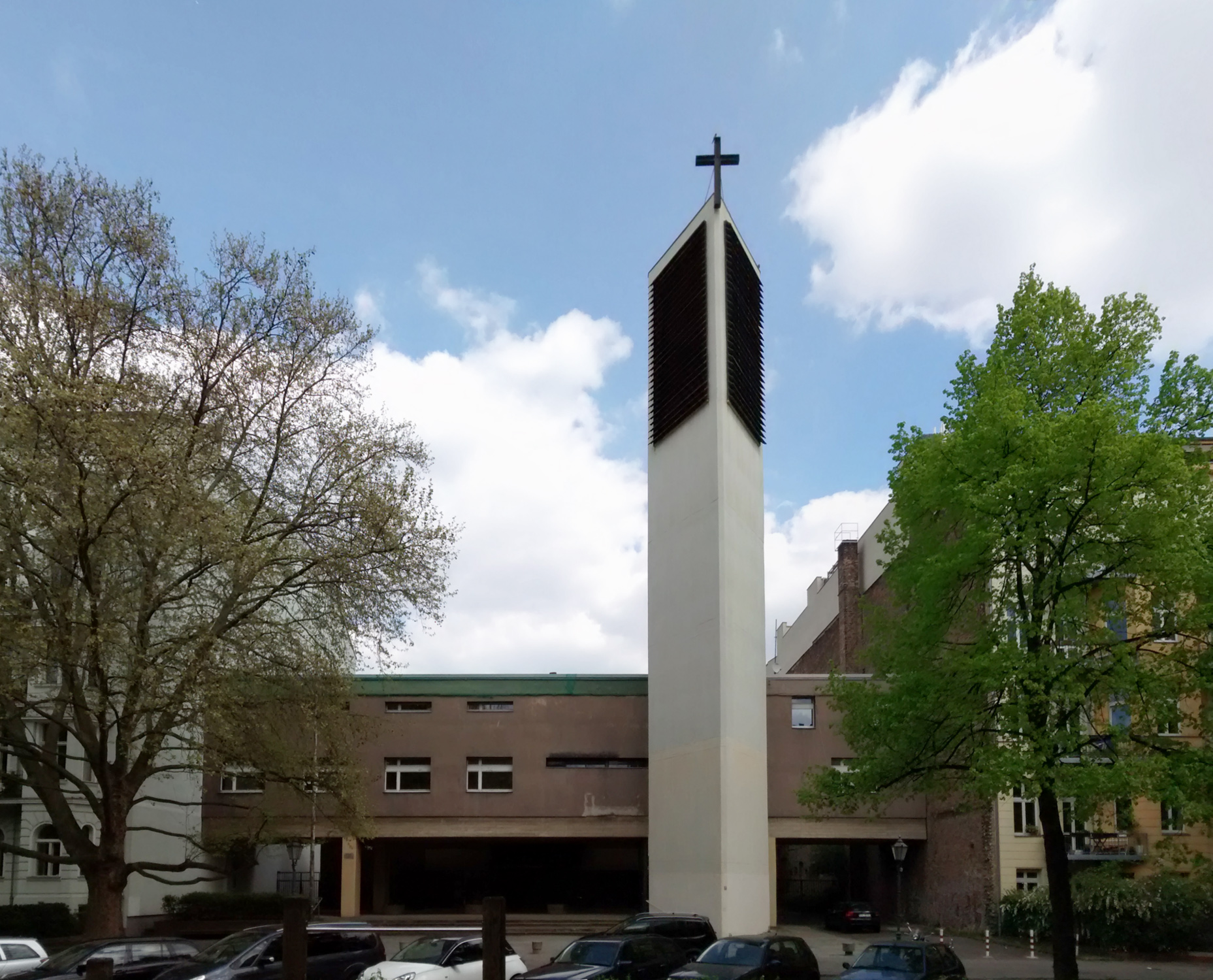
Vorderansicht des Kirchengebäudes in der Hornstraße 7/8

Die evangelische Christus-Kirche in der Hornstraße 7/8 im Berliner Ortsteil Kreuzberg des heutigen Bezirks Friedrichshain-Kreuzberg ist ein  1963–1964 nach Plänen von Klaus H. Ernst errichtetes Kirchenbauwerk.

## Geschichte

### Erste Kirche

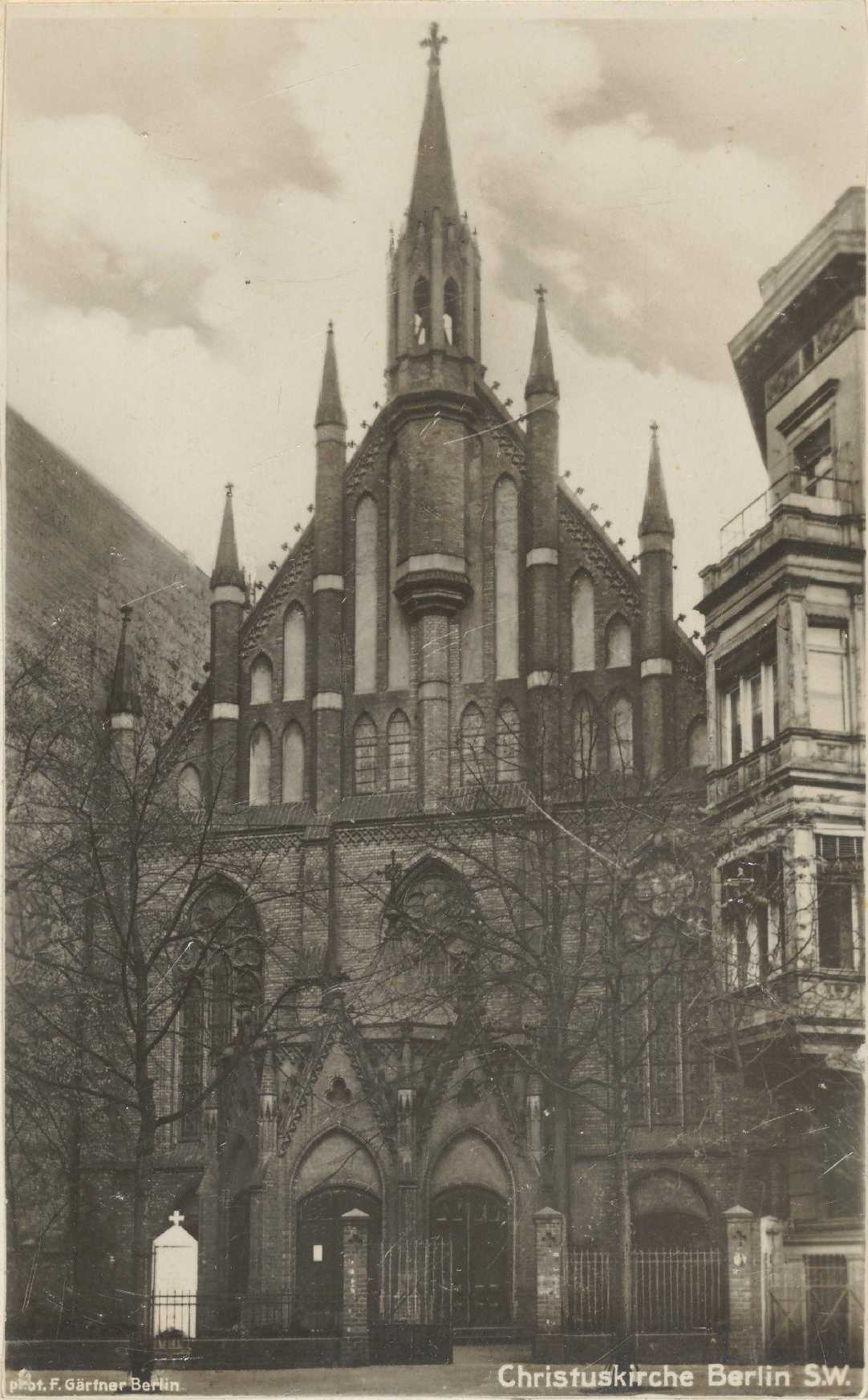
Christuskirche in der Königgrätzer Straße, 1916

Eine erste kleine Saalkirche auf dem heutigen Grundstück Stresemannstraße 46 (bis 1930: Königgrätzer Straße 96) in der äußeren Friedrichstadt wurde 1863–1864 nach einem Entwurf von Friedrich Adler im Architekturstil der Neugotik erbaut. Es handelte sich um ein spendenfinanziertes Projekt zur Förderung der Judenmission in Berlin, im Zuge dessen auch ein Missionshaus errichtet wurde.
Mitte des 19. Jahrhunderts zogen zahlreiche osteuropäische Juden in das aufstrebende Berlin, wo sie von der Gesellschaft zur Beförderung des Christentums unter den Juden betreut wurden, die der Londoner Society for Promoting Christianity Amongst the Jews unterstand. Erster Pastor der Kirche war Georg Wilhelm Schulze. Die Predigtstätte der Missionsgesellschaft gehörte nicht zur Evangelischen Landeskirche in Preußen. Es kam zu Spannungen mit den benachbarten Gemeinden, vor allem, da Paulus Cassel, Prediger der Christuskirche, im Berliner Antisemitismusstreit gegen Adolf Stoecker und Heinrich von Treitschke Stellung bezogen hatte. Unter einem Vorwand wurde am 2. April 1891 die Christuskirche von der Bauaufsichtsbehörde geschlossen. Der Streit zwischen der Missionsgesellschaft und der Landeskirche konnte schließlich dadurch beigelegt werden, dass letztere das Gebäude kaufte. Nach Umgestaltung im Innern – unter anderem wurden die Prinzipalien nach dem Wiesbadener Programm angeordnet – wurde in Anwesenheit der Kaiserin Auguste Viktoria am 6. Januar 1894 die Christuskirche wieder eröffnet. Am 1. August 1894 verzichteten die Gemeinden Dreifaltigkeit, Lukas, Heiligkreuz und Jerusalem auf Teile ihrer Parochien zugunsten der neugegründeten Christus-Gemeinde.

### Zweite Kirche
Am 16. Dezember 1943, im Zweiten Weltkrieg wurde die Christuskirche vollständig zerstört. Das Gemeindehaus in der Wartenburgstraße 7 blieb dagegen weitgehend verschont, sodass die Gottesdienste dort abgehalten wurden. Die Kirche durfte an alter Stelle nicht wieder aufgebaut werden, weil die Stadt Berlin das Gelände für städtebauliche Zwecke beanspruchte. So entstand die zweite Christus-Kirche in einer Baulücke auf der Nordseite der Hornstraße, die der Zweite Weltkrieg gerissen hatte. Den Architektenwettbewerb, bei dem vier Entwürfe eingereicht wurden, gewann Klaus H. Ernst.
Die Grundsteinlegung erfolgte am 30. Mai 1963, das Richtfest wurde am 13. Dezember 1963 gefeiert und am 6. September 1964 wurde die neue Kirche eingeweiht. Heute bildet die Christus-Kirche das Zentrum der 1998 durch Fusion mit der Jesusgemeinde entstandenen Evangelischen Jesus Christus Kirchengemeinde.

## Baubeschreibung
Auf der Nordseite der Hornstraße, zwischen den unverputzten, fensterlosen Brandwänden der Nachbargebäude, ist der Ort der neuen Christus-Kirche. Sie wurde allerdings nicht in die Straßenflucht gerückt, sondern auf die Mitte des Grundstücks gestellt.

### Außenraum
Das Kirchenschiff, ein Stahlbetonskelettbau, verfüllt mit rotem Ziegelmauerwerk und Glaswänden, befindet sich in der Tiefe des Grundstücks. Es hat einen dreieckigen Grundriss, ebenso wie die im Innern des Hofes vorhandene, mit dem Kirchenschiff verbundene Sakristei und der seitlich versetzte Glockenturm aus Sichtbeton, der als Campanile vorn an der Straße steht. In seiner Glockenstube hängt ein Geläut aus drei Bronzeglocken, das 1963 von Petit & Gebr. Edelbrock hergestellt wurde.
| Schlagton | Gewicht (kg) | Durchmesser (cm) | Höhe (cm) | Inschrift |
| --------- | ------------ | ---------------- | --------- | --- |
| es'       | 1450         | 130              | 110       | + KOMMT, DENN ES IST ALLES BEREIT! LUK. 14, 17.                                                               |
| f'        | 0980         | 115              | 098       | + ICH BIN GEKOMMEN, DASS SIE DAS LEBEN UND VOLLE GENÜGE HABEN SOLLEN. JOH. 10, 11.                            |
| as'       | 0550         | 095              | 082       | + BITTET, SO WIRD EUCH GEGEBEN; SUCHET, SO WERDET IHR FINDEN; KLOPFET AN, SO WIRD EUCH AUFGETAN. MATTH. 7, 7. |

Vor dem Kirchenschiff überbrückt ein Haus auf Stützen den Bereich zwischen den Brandwänden der benachbarten Seitenflügel. In seinem Obergeschoss liegen die Rendantur, die Amtsräume des Küsters und dessen Wohnung. Die offene Vorhalle mit dem Zugang in das Innere der Kirche wird von zwei Durchfahrten flankiert, die auf das Grundstück führen. Zur Erinnerung an die zerstörte Christus-Kirche in der Stresemannstraße wurde das alte Torkreuz an der Brandwand der linken Durchfahrt aufgehängt.

### Innenraum
Die Kirche hat 420 Plätze. Der Raum ist vom Eingang aus axial zur gegenüber liegenden Altarwand an der stumpfen Spitze des Dreiecks ausgerichtet. Dort befindet sich der Altar, dem die Kanzel und das Taufbecken symmetrisch seitlich zugeordnet sind. Bestimmend für den Raumeindruck sind die beiden farbigen Glasbetonwände zwischen den drei Eckpfeilern des Kirchenschiffs. In den stumpfen Ecken des gleichseitigen Dreiecks an der Eingangsseite führen Wendeltreppen zur Empore mit der Orgel, die ein Werk der Firma E. F. Walcker & Cie. ist. Das Flachdach ist innen mit dunklem Holz verkleidet, zu dem die hellen Bänke des Kirchengestühls einen Kontrast bilden.